# Strockbergstjärnarna (Ströms socken, Jämtland, 713824-145520)
Strockbergstjärnarna är en sjö i Strömsunds kommun i Jämtland och ingår i Ångermanälvens huvudavrinningsområde.